# Karnice (gmina)
Karnice est une gmina rurale du powiat de Gryfice, Poméranie-Occidentale, dans le nord-ouest de la Pologne. Son siège est le village de Karnice, qui se situe environ 17 km au nord-ouest de Gryfice et 76 km au nord-est de la capitale régionale Szczecin.
La gmina couvre une superficie de 133,14 km2 pour une population de 4 086 habitants en 2016.

## Géographie
La gmina inclut les villages de Cerkwica, Ciećmierz, Czaplice, Czaplin Mały, Czaplin Wielki, Dreżewo, Drozdówko, Drozdowo, Gocławice, Gościmierz, Janowo, Karnice, Konarzewo, Kusin, Lędzin, Modlimowo, Mojszewo, Niczonów, Niedysz, Ninikowo, Niwy, Paprotno, Pogorzelica, Skalno, Skrobotowo, Trzeszyn, Węgorzyn, Witomierz et Zapole.
La gmina borde les gminy de Gryfice, Rewal, Świerzno et Trzebiatów.